# 電子実験ノート
電子実験ノート（Electronic Laboratory Notebook、ELNとも呼ばれる）は、紙の実験ノートを置き換えるために設計されたソフトウェアである。一般的な実験ノートは、科学者、エンジニア、および技術者によって使用され、研究、実験、および実験室で行われた手順を記録するために利用される。実験ノートは法的文書として扱われ、裁判の証拠として使用されることもある。発明者のノートのように、実験ノートは特許申請や知的財産訴訟でも頻繁に使用される。
電子実験ノートはユーザーと組織に多くのメリットを提供する。検索が容易で、データのコピーとバックアップが簡易に実現され、多くのユーザー間でのコラボレーションを実現する。ELNは、ユーザごとにアクセス制御機能を持ち、紙の実験ノートよりも安全性が高い。また、実験機器からのデータを直接取り込むことができ、データを印刷して紙のノートに複写する手間を省くことができる。

## タイプ
電子実験ノートは2つのカテゴリに分類される。
- 特殊用途：ある特定の実務や実験装置、データタイプに特化したもの。
- 一般用途：実験ノートに記録されるような、すべてのデータタイプや情報記録に対応したもの。

電子実験ノート用に特化して設計された専門のソフトウェアから、一般的なソフトウェアを修正したもの、あるいはそのままでの使用まで、さまざまなソリューションが存在する。
一般的なソフトウェアを電子実験ノートとして使用する例には、OpenWetWare、MediaWiki（Wikipediaが使用しているソフトウェアを実行している）、 WordPress、またはOneNoteのような一般的なソフトウェアを電子実験ノートとして使用することが挙げられる。
電子実験ノートはさまざまな形態で提供されている。単体のプログラムである場合や、クライアント/サーバーソフトウェア設計を採用している場合もある。完全にウェブベースであることもある。実験ノートのような形式を採用しているものもあれば、ブログに似た形式もある。
「電子実験ノート(ELN)」をうたった製品にはいろいろなバリエーションが登場している。
そのなかには、「ERN」（Electronic Research Notebook）、 「ERMS」（Electronic Resource (or Research or Records) Management System (or Software)）、および「SDMS」（Scientific Data (or Document) Management System (or Software)）と呼ぶものもあるが、違いはしばしば微妙であり、それらの間にはほとんど同じ機能だったりする。
例として、「ERN」（Electronic Research Notebook）、 「ERMS」（Electronic Resource (or Research or Records) Management System (or Software)）、および「SDMS」（Scientific Data (or Document) Management System (or Software)）があある。
最終的に、これらのシステムはすべて同じく、以下のようなことを目的としている。
- データを、高度に検索可能にする。

- データの履歴を正確に、そして法的にも厳格にキャプチャ、記録、集約、保護する。
- セキュアなデータ共有をし、効率向上、ミスの減少、総コストの低減を実現する。

## 目的
良い電子実験ノートは、実験データと経過の両方の整合性を保護するための安全な環境を提供する。同時に、新しい試験方法を採用したり既存の試験方法を変更したりする柔軟性を持ち、それには追加のソフトウェア開発が不要であるべきである。パッケージの設計はモジュール化され、将来的にニーズが変わった場合に発生する変更の検証コストを最小限に抑えるべきである。
良い電子実験ノートは、「そのまま使える」ソリューションであり、標準で法的な要件に準拠できる形式を備えている。それが、構造、スペクトル、クロマトグラム、写真、テキストなどを含む、高度なデータが必要な場合も考慮されている。システム内のすべてのデータはデータベース（例：MySQL、MS-SQL、Oracle）に保存され、検索可能であるべきである。システムは、ユーザーの要件に最も適した形式やELNの組み合わせを使用してデータを収集、保存、取得できるようにする必要がある。
このソフトウェアは、PCやノートPCを介して、試験データを安全に入力でき、また電子天秤、pHメーターなどの電子デバイスと直接連携できるべきである。LANまたは無線LANに対応し、データを照会、表にまとめ、確認、承認、保存し、最新の法的規制ガイダンスや法律に準拠するために記録することができるようにする必要がある。システムは、機器の点検や研究に関連する手順などの定例手続きのためのスケジューリング機能も含むべきである。機器が指定された時間内に洗浄および校正され、試薬が品質は確認されて期限切れでないこと、特定のアカウントを持つ作業者が、訓練を受けて機器を使用し手順を実行する権限があることを自動的に検証する必要がある。

## 法規制面
ISO 17025規格の中で見られる試験室の認定基準は、電子記録の保護とバックアップについて考慮する必要がある。これらの基準は、規格の4.13.1.4節に具体的に記載されている。
電子実験ノートが医療機器や医薬品などの規制対象の業界での開発や研究に使用される場合、FDA（米国食品医薬品局）のソフトウェア検証に関する規定に準拠することが求められる。これらの規定の目的は、実験ノートの整合性を、時間、作業者、内容の観点から確保することである。特許保護の電子実験ノートとは異なり、FDAは特許の妨害手続きには関心を持っておらず、データの改竄を防ぐことに焦点を当てている。ソフトウェア検証に関連する典型的な規定は、医療機器規制の21 CFR 820（など）および21 CFR Part 11(Title 21 CFR Part 11)に含まれています。基本的に、要件はソフトウェアが意図された目的に適しているように設計および実装されていることである。これを示すための証拠は、ソフトウェア要件仕様書（SRS）によって提供されることが一般的で、これは電子実験ノートが満たすべき意図された使用および要求を明示している。1つまたは複数の試験手法も含まれており、これに従うことで電子実験ノートが仕様の要件を満たし、これらの要件が最悪の条件下でも満たされていることが示される。セキュリティ、監査証跡、権限のない変更の防止（電子実験ノートの記録改ざんの防止）、および類似の機能があるか、確認される。最終的に、事前に定義された試験手法に従った試験結果を示す1つまたは複数のレポートが、電子実験ノートの使用に先立って求められる。もしレポートがソフトウェアがSRSの要件のいずれかを満たさなかった場合、是正および予防措置（"CAPA"）が講じられ、文書化される必要があります。このようなCAPAは、ソフトウェアの微細な改訂から、設計変更、大規模な改訂に及ぶ可能性がある。CAPA活動も文書化される必要がある。
規制された医薬食品業種において、これらの手順に従う必要があるという要件を除けば、このような手順は、一般的に、ソフトウェアの開発およびリリースにおいてその品質と使用適合性を確保するための良い慣行である。ソフトウェア開発およびテストに関連する標準が存在し、それらを適用することができる。